# Pimpla aquensis
Espèce
Pimpla aquensis est une espèce fossile d’insectes hyménoptères de la tribu des Pimplini, dans la grande famille des Ichneumonidae.

## Classification
L'espèce Pimpla aquensis est décrite en 1937 par le paléontologue français Nicolas Théobald (1903-1981) dans sa thèse,. 

### Fossiles
L'holotype no 1 de l'ère Cénozoïque, et de l'époque Oligocène (33,9 à 23,03 Ma) faisait partie de la collection Coquand de l'école des Mines et vient du gypse d'Aix-en-Provence. 
Il y a aussi deux autres échantillons F311 et 148 de la collection Fliche, un paléontologue français du XIXe siècle, collection conservée à l'École nationale des eaux et forêts de Nancy et venant de Céreste.

### Étymologie
L'épithète spécifique aquensis signifie en latin « de l'eau ».

## Description

### Caractères
La diagnose de Nicolas Théobald en 1937, : 

« Insecte à tête et thorax noirs, abdomen clair avec deux bandes brunes ; ailes claires. tête transversale ; deux gros yeux saillants ; front arrondi ; antennes homonomes, incomplètement conservées. Un échantillon de Céreste (v. p. 530) les montre bien conservées et très longues. cou net, thorax ovale ; abdomen en forme de fuseau, porte deux bandes brunes, l'une vers le milieu, l'autre vers le quart postérieur ; tarière longue et forte. Pattes manquent, sauf les hanches III et un fémur III, ce dernier est de teinte noire. ailes transparentes ; stigma court et triangulaire, aréole subquadrangukaire ; ramellus court. ».

### Dimensions
La longueur du corps est de 6,75 mm, la longueur de la tarière est de 3 mm.

### Affinités
« En raison de sa conservation imparfaite, les affinités avec la faune actuelle sont impossibles à déterminer. Cette espèce ressemble beaucoup à Pimpla ? saussurei Heer mais elle est de taille inférieure. P. aquensis existe aussi à Céreste (v. Chap. VI). ».

## Biologie
« Le g. Pimpla est cosmopolite. ».

## Galerie
- Quelques espèces vivantes du genre Pimpla.
- Pimpla turionellae.
- Pimpla ovivora.
- Pimpla sp., femelle.

### Publication originale
- [1937] Nicolas Théobald, « Les insectes fossiles des terrains oligocènes de France 473 p., 17 fig., 7 cartes,13 tables, 29 planches hors texte », Bulletin Mensuel de la Société des Sciences de Nancy et Mémoires de la Société des sciences de Nancy, Imprimerie G. Thomas,‎ 1937, p. 1-473 (ISSN 1155-1119 et 2263-6439, OCLC 786027547). .